# Yves Grolet
Yves Grolet is een Belgische computerspelontwikkelaar die al vanaf 1985 actief is. Na het solo ontwikkelen van computerspellen voor Commodore 64 en Amiga werkte hij decennia lang voor diverse computerspelstudio's. In 2021 ontving hij de Lifetime Achievement Award tijdens de uitrijking van de Belgian Game Awards. 

## Levensloop
De loopbaan van de toen 16-jarige Yves Grolet startte in 1985  met de creatie van een commerciële computerspel voor de Commodore 64. Het Franse Ubisoft deed hem al snel een voorstel waarna hij 2 jaar voor hen werkte in Frankrijk. Na die ervaring keerde hij terug naar België en maakte meerdere spellen als freelancer voor de Amiga. Dankzij die commerciële successen kon hij enkele gespecialiseerde ondernemingen starten waaronder in 1992 Art & Magic.  
Hij is oprichter van de Appeal Studios, gekend van de avonturenspelreeks Outcast. 
In 2001 startte hij een nieuw avontuur met Elsewhere Entertainment, een bedrijf werkend op innovaties rond het ontwerpen en produceren van computerspellen. Na de productie van meerdere spellen werd de studio verkocht aan het Duitse 10Tacle en hernoemd naar 10Tacle Studios Belgium.
In 2009 richtte hij met Christian Guillemot de AMA Studios op en sinds eind 2015 heeft hij een samenwerking met Yann Robert en Franck Sauer om via Appeal Studio een Outcast vervolg met de titel Outcast II uit te brengen.
Sedert begin 2015 is hij ook actief als ondervoorzitter in de Waalse belangenorganisatie voor computerspellen WALGA.  

## Computerspellen
| Titel                                                      | Platform                                        | Genre                       | Jaar         | Ontwikkelaar                     |
| ---------------------------------------------------------- | ----------------------------------------------- | --------------------------- | ------------ | -------------------------------- |
| Outcast 2: A New Beginning                                 | PlayStation 5, Windows, Xbox One, Xbox Series X | Actie, avontuur             | aangekondigd | Appeal Studios, THQ Nordic       |
| The Bluecoats: North & South                               | Windows, PlayStation 4, Xbox One                | Actie                       | 2020         | Appeal Studios                   |
| Outcast: Second Contact                                    | Windows, PlayStation 4, Xbox One                | Actie, avontuur             | 2017         | Appeal Studios                   |
| Outcast 1.1                                                | Windows, PlayStation 4, Xbox One                | Actie, avontuur             | 2014         | Appeal Studios                   |
| Fighter Within                                             | Xbox One                                        | Gevechtsspel, boksen        | 2013         | Daoka                            |
| Self-Defense Training Camp (US) My Self Defence Coach (EU) | Xbox 360                                        | Gevechtsspel                | 2011         | AMA Studios                      |
| Fighters Encaged                                           | Xbox 360                                        | Gevechtsspel, boksen        | 2010         | AMA Studios                      |
| Outcast II: The Lost Paradise                              | --- Geen wegens faillissement ---               | Actie, avontuur             | (1999)       | Appeal                           |
| Outcast                                                    | Windows, PlayStation 4, Xbox One                | Actie, avontuur             | 1999         | Appeal                           |
| Stone Ball                                                 | Arcadespel                                      | mix van voetbal en baseball | 1994         | Art & Magic                      |
| Ultimate Tennis                                            | Arcadespel                                      | Tennis                      | 1994         | Yves Grolet                      |
| Agony                                                      | Amiga                                           |                             | 1992         | Yves Grolet                      |
| Unreal                                                     | Amiga                                           |                             | 1990         | Yves Grolet                      |
| Iron Lord                                                  | Commodore 64                                    | Avontuur                    | 1990         | Yves Grolet en Laurent Larminier |
| NO: Never Outside!                                         | Commodore 64                                    | Avontuur                    | 1987         | Yves Grolet                      |